# 狂舞派3
《狂舞派3》（英語：The Way We Keep Dancing）是2021年香港劇情舞蹈片，由陳心遙及廖婉虹監製，黃修平執導，顏卓靈、蔡瀚億、楊樂文、劉敬雯和霍嘉豪（Heyo）主演。電影為《狂舞派》續集，放棄第一集熱血追夢的舊有模式，跳過的《狂舞派2》就成為電影中的「戲中戲」，為加强本土元素，字幕以港式粵文。本片獲電影發展基金批出200萬元融資金額。
此片獲選為2020年台北金馬影展閉幕電影之一。香港原預定2020年12月24日上映，由於2019冠狀病毒病疫情延期至2021年2月18日農曆新年上映。

## 劇情
龍城工廈區（影射觀塘商貿區）原本是個工業區，廿年來，開始有不同範疇的創作人因它便宜的租金而進駐。這群人被稱作 KIDA（Kowloon Industrial District Artists）。近年上映的跳舞電影《狂舞派》及《狂舞派2》，幕前幕後有很多都是 KIDA，包括：嘻哈獨立唱作人Heyo、排舞師奶茶、人氣YouTuber阿良、新晉藝人Hana及她的地下男友舞者Dave。他們在演藝圈嶄露頭角，載浮載沉；他們都以龍城為基地，樂在其中地打拼。可是工廈近年加租急劇，並出現各種頻繁和嚴厲的巡查，背後其實就是地產商作祟，要把龍城轉型成商貿區（影射政府《起動九龍東》計劃）。一天，他們收到一項工作邀請，要為龍城區注入街舞、音樂、塗鴉等元素的「優化計劃」- 『狂舞。街』。明眼人都知，這是替地產大鱷（影射《地產霸權》一書中的發展商）塗脂抹粉的工程。正當大家猶豫應否接納這工作，阿良提出，應藉這次機會，令更多人認識、欣賞及支持KIDA，反客為主，為大家爭取合理待遇。同時，Heyo的師父阿弗正密謀一場反對行動……

## 演員

### 主演
- 顏卓靈 飾 Hana@KIDA
- 蔡瀚億 飾 蔡志良（阿良）
- 楊樂文 飾 Dave@KIDA
- 劉敬雯 飾 奶茶@KIDA
- 霍嘉豪（Heyo） 飾 Heyo@KIDA
- 劉皓嵐 飾 佳仔
- 何啟華 飾 阿Dee
- 阿　弗 飾 阿弗
- 黃莉雅（Tasha）飾 Tasha@KIDA
- 林悅榮 飾 熊貓@KIDA
- 李俊華（孖八（Popper 88））飾 Rooftoppers
- 朱天奇（翊飛）飾 Dancer@KIDA

### 友情演出
- 何嘉麗 飾 Heyo母親
- 游學修 飾 阿良舊同學，記者
- 蘇致豪 飾 Event Manager
- 許　賢 飾 記者
- 艾　力 飾 謝票場司儀
- 劉展翹 飾 電台員工
- 吳肇軒 飾 Heyo弟弟
- 灰　熊 飾 經理
- 何　故 飾 西裝男
- 鍾雪瑩 飾 阿良女朋友
- 張滿源 飾 西周娛記

## 戲中出現的文化藝術或技藝興趣
- 街舞：Hip Hop（嘻哈），Breaking（地板舞），Locking（鎖舞），Jazz funk（放克爵士樂），Popping（機械舞）
- 嘻哈文化：Graffiti（塗鴉），Rapping（饒舌），B-boy
- 日本動漫文化：迷你四驅

## 獎項及提名
| 年份 | 颁奖典礼                   | 奖项             | 姓名 | 结果 |
| ---- | -------------------------- | ---------------- | --- | ---- |
| 2020 | 第57屆金馬獎               | 最佳新演員       | 霍嘉豪 | 提名 |
| 2020 | 第57屆金馬獎               | 最佳改編劇本     | 黃修平 | 提名 |
| 2020 | 第57屆金馬獎               | 最佳剪輯         | 雪蓮、黃修平 | 提名 |
| 2020 | 第57屆金馬獎               | 最佳音效         | 鄭名輝、譚景華、楊智超                                                                                           | 提名 |
| 2020 | 第57屆金馬獎               | 最佳動作設計     | 麥秋成 | 提名 |
| 2020 | 第57屆金馬獎               | 最佳原創電影歌曲 | 〈歡迎嚟到呢座城市〉 詞：霍嘉豪、阿弗、陳心遙 曲：戴偉、霍嘉豪 唱：霍嘉豪、阿弗、劉敬雯、Jan Curious、KIDA Choir | 提名 |
| 2021 | 第15屆亞洲電影大獎         | 最佳原創音樂     | 戴偉 | 獲獎 |
| 2022 | 第28屆香港電影評論學會大獎 | 推薦電影         | 《狂舞派3》 | 獲獎 |
| 2022 | 第40屆香港電影金像獎       | 最佳原創電影歌曲 | 〈歡迎嚟到呢座城市〉 詞：霍嘉豪、阿弗、陳心遙 曲：戴偉、霍嘉豪 唱：霍嘉豪、阿弗、劉敬雯、Jan Curious、KIDA Choir | 提名 |

## 外部連結
- Hong Kong Movie: 狂舞派3 （页面存档备份，存于）
- 香港影庫上《狂舞派3》的資料（繁體中文）
- 豆瓣电影上《狂舞派3》的資料 （简体中文）
- 互联网电影数据库（IMDb）上《狂舞派3》的资料（英文）